# The Hangover (Album)
The Hangover (englisch für Der „Kater“) ist das vierte Soloalbum des US-amerikanischen Rappers Obie Trice. Es erschien am 7. August 2015 über sein eigenes Independent-Label Black Market Entertainment.

## Produktion
Obie Trice fungierte bei dem Album selbst als Ausführender Produzent und produzierte auch einige Titel. Die Instrumentals zu den Liedern stammen von den Musikproduzenten Mr. Porter, iRock, Geno XO, Magnedo7, Mills, Doeski Babi und Malik Mausi.

## Covergestaltung
Das Albumcover zeigt ein eingerahmtes Wandbild, das aus Schnipseln der Cover von Obie Trices drei vorhergehenden Soloalben Cheers, Second Round’s on Me und Bottoms Up zusammengesetzt ist. Rechts unten im Bild steht in grünen Buchstaben der Schriftzug The Hangover.

## Gastbeiträge
Bei sieben Liedern des Albums sind neben Obie Trice andere Künstler vertreten. So ist Dealer eine Zusammenarbeit mit den Rappern Young Buck und Tone Tone, und bei So High ist der Sänger Drey Skonie zu hören. Bei So Long wird Obie Trice von der Detroiter Sängerin Gwenation unterstützt, und der Rapper J-Nutty ist bei Detroit State of Mind vertreten. Weitere Gastbeiträge stammen von den Rappern Young Zeether (Same Shit) und P8tience (P8tience). Außerdem hat die englische Sängerin Estelle einen Gastauftritt beim Song I’m Home.

## Titelliste
| #  | Titel                 | Gastbeiträge          | Produzenten | Länge |
| -- | --------------------- | --------------------- | ----------- | ----- |
| 1  | Intro                 |                       | Obie Trice  | 0:18  |
| 2  | Chuuuurch             |                       | iRock       | 5:33  |
| 3  | Bruh Bruh             |                       | Geno XO     | 3:31  |
| 4  | Obie’s Tidal          |                       | Obie Trice  | 0:45  |
| 5  | So High               | Drey Skonie           | Magnedo7    | 4:10  |
| 6  | Good Girls            |                       | Magnedo7    | 3:07  |
| 7  | Dealer                | Young Buck, Tone Tone | Mills       | 4:04  |
| 8  | GMA (The Speech)      |                       | Mr. Porter  | 3:53  |
| 9  | So Long               | Gwenation             | iRock       | 3:46  |
| 10 | P8tience              | P8tience              | iRock       | 3:28  |
| 11 | Same Shit             | Young Zeether         | Doeski Babi | 4:11  |
| 12 | Detroit State of Mind | J-Nutty               | Geno XO     | 4:06  |
| 13 | Bang                  |                       | Mills       | 3:05  |
| 14 | I’m Home              | Estelle               | Malik Mausi | 4:38  |

## Singles
Die einzige Single Good Girls wurde am 16. Juni 2015 zum Download über iTunes ausgekoppelt. Bereits am 15. Februar erschien der Song Same Shit im Internet. Außerdem wurde das Lied Dealer am 17. Juli 2015 veröffentlicht.

## Rezeption
| Professionelle Bewertungen | Professionelle Bewertungen |
| -------------------------- | -------------------------- |
| Kritiken                   |                            |
| Quelle                     | Bewertung                  |
| laut.de                    | [ 2 ]                      |

- Die Internetseite laut.de gab dem Album zwei von möglichen fünf Punkten und kritisierte die fehlende Weiterentwicklung des Rappers:

„Der Titel taugt tatsächlich als geeignete Beschreibung einer durch und durch konstruierten Platte, die anno 2015 wie aus der Zeit gefallen scheint: Sie kann dem derzeit in wirklich alle Abzweigungen florierenden Übersee-Rap so wirklich gar nichts hinzufügen. Im Gegenteil: Sie bedient sich an allen Ecken und Enden, um schlussendlich einen lauwarmen Mischmasch zwischen Belanglosigkeit und falschem Stolz zu servieren. Natürlich bleibt Obie Trice nichtsdestotrotz ein souveräner Rapper, der über die gesamte Spielzeit solide Parts abliefert. […] So recht will es ihm allerdings nicht gelingen, authentische Stimmung zu erzeugen, die über tristen Rap-Rap hinausragt. […] Alles in allem setzt Obie Trice mit The Hangover kein neues Ausrufezeichen, sondern schippert in Richtung Bedeutungslosigkeit.“